# Lycosa piochardi infraclara
Lycosa piochardi là một phân loài nhện trong họ Lycosidae.
Loài này thuộc chi Lycosa. Lycosa piochardi infraclara được Embrik Strand miêu tả năm 1915.